# Selección femenina de sóftbol de Puerto Rico
La Selección femenina de sóftbol de Puerto Rico es la selección oficial que representa a Puerto Rico en los eventos internacionales de sóftbol femenino.

## Campeonatos

### Campeonato Mundial
| 1965 | Melbourne     | No participó   | No participó   | No participó   |
| 1970 | Osaka         | No participó   | No participó   | No participó   |
| 1974 | Stratford     | Participó      | Participó      | Participó      |
| 1978 | San Salvador  | Participó      | Participó      | Participó      |
| 1982 | Taipéi        | No participó   | No participó   | No participó   |
| 1986 | Auckland      | 5.º            | 6              | 5              |
| 1990 | Normal        | 11.º           | 5              | 4              |
| 1994 | St. John's    | 9.º            | 5              | 1              |
| 1998 | Fujinomiya    | No participó   | No participó   | No participó   |
| 2002 | Saskatoon     | 8.º            | 4              | 4              |
| 2006 | Beijing       | No participó   | No participó   | No participó   |
| 2010 | Caracas       | No participó   | No participó   | No participó   |
| 2012 | Whitehorse    | 8.º            | 3              | 5              |
| 2014 | Haarlem       | 15.º           | 0              | 7              |
| 2016 | Surrey        | 9.º            | 7              | 1              |
| 2018 | Chiba         | Por disputarse | Por disputarse | Por disputarse |
| 2020 | Por definirse |                |                |                |

### Campeonato Panamericano
| 1982 | Ciudad Obregón      | Sin información oficial |
| 1986 | Lima                | Sin información oficial |
| 1994 | Ciudad de Guatemala | Sin información oficial |
| 1997 | Medellín            | Sin información oficial |
| 2001 | Maracay             | sexto lugar             |
| 2005 | Ciudad de Guatemala | sexto lugar             |
| 2009 | Maracay             | 7.º lugar               |
| 2013 | Guaynabo            | 4.º lugar               |
| 2017 | Santo Domingo       | 5to lugar               |
| 2021 | Por definirse       |                         |

Datos:

## Campeonatos juveniles

### Campeonato Mundial Sub-19
| 1981 | Edmonton                     | No participó |
| 1985 | Fargo                        | No participó |
| 1987 | Oklahoma City                | No participó |
| 1991 | Adelaida                     | No participó |
| 1995 | Normal                       | No participó |
| 1999 | Taipéi                       | No participó |
| 2003 | Nankín                       | No participó |
| 2007 | Enschede                     | Participó    |
| 2011 | Cape Town                    | 10.º lugar   |
| 2013 | Brampton                     | sexto lugar  |
| 2015 | Oklahoma City                | 3.er lugar   |
| 2017 | Clearwater                   | 3.er lugar   |
| 2019 | Irvine, California 6to lugar |              |

## Juegos multideportivos

### Juegos Olímpicos
El sóftbol comenzó a disputarse en la XXVI edición de los Juegos Olímpicos, realizados en el año 1996, solamente en la rama femenina, pues el COI considera al béisbol y al sóftbol como un mismo deporte. En las ediciones XXX (año 2012) y XXXI (año 2016), no se disputó.
| 1996 | XXVI   | Atlanta             | octavo lugar   |
| 2000 | XXVII  | Sídney              | No clasificó   |
| 2004 | XXVIII | Atenas              | No clasificó   |
| 2008 | XXIX   | Pekín               | No clasificó   |
| 2012 | XXX    | Londres             | No hubo torneo |
| 2016 | XXXI   | Río de Janeiro      | No hubo torneo |
| 2020 | XXIII  | Tokio               | Por disputarse |
| 2024 | XXIV   | París o Los Ángeles | Por definirse  |

### Juegos Mundiales
El sóftbol se ha disputado en cuatro ediciones de los Juegos Mundiales.
| 1981 | I    | Santa Clara | Sin información |
| 1985 | II   | Londres     | Sin información |
| 1989 | III  | Karlsruhe   | No hubo torneo  |
| 1993 | IV   | La Haya     | No hubo torneo  |
| 1997 | V    | Lahti       | No hubo torneo  |
| 2001 | VI   | Akita       | No hubo torneo  |
| 2005 | VII  | Duisburgo   | No hubo torneo  |
| 2009 | VIII | Kaohsiung   | Sin información |
| 2013 | XIX  | Cali        | No participó    |

### Juegos Panamericanos
El sóftbol comenzó a disputarse en la VIII edición de los Juegos Panamericanos, realizados en el año 1979. 
| 1979 | VIII  | San Juan       | 2.º lugar    |
| 1983 | IX    | Caracas        | Participó    |
| 1987 | X     | Indianápolis   | 2.º lugar    |
| 1991 | XI    | La Habana      | Participó    |
| 1995 | XII   | Mar del Plata  | 2.º lugar    |
| 1999 | XIII  | Winnipeg       | No participó |
| 2003 | XIV   | Santo Domingo  | Participó    |
| 2007 | XV    | Río de Janeiro | 8.º lugar    |
| 2011 | XVI   | Guadalajara    | 7.º lugar    |
| 2015 | XVII  | Toronto        | 3.º lugar    |
| 2019 | XVIII | Lima           | 3.º          |
| 2023 | XIX   | Bandera de ?   |              |

### Juegos Centroamericanos y del Caribe
El sóftbol comenzó a disputarse en la edición V de los Juegos Centroamericanos y del Caribe.
| 1946 | V     | Ciudad de Guatemala        | 2.º lugar       |  |
| 1950 | VI    | Ciudad de México           | No hubo torneo  |  |
| 1954 | VII   | Santo Domingo              | No hubo torneo  |  |
| 1959 | VIII  | Caracas                    | No hubo torneo  |  |
| 1962 | IX    | Kingston                   | No hubo torneo  |  |
| 1966 | X     | San Juan                   | No hubo torneo  |  |
| 1970 | XI    | Ciudad de Panamá           | No hubo torneo  |  |
| 1974 | XII   | Santo Domingo              | 2.º lugar       |  |
| 1978 | XIII  | Medellín                   | 2.º lugar       |  |
| 1982 | XIV   | La Habana                  | Sin información |  |
| 1986 | XV    | Santiago de los Caballeros | 3.º lugar       |  |
| 1990 | XVI   | La Habana                  | Sin información |  |
| 1993 | XVII  | Ponce                      | Sin información |  |
| 1998 | XVIII | Maracaibo                  | 3.º lugar       |  |
| 2002 | XIX   | San Salvador               | 3.º lugar       |  |
| 2006 | XX    | Cartagena                  | 6.º lugar       |  |
| 2010 | XXI   | Mayagüez                   | 4.º lugar       |  |
| 2014 | XXII  | Veracruz                   | No clasificó    |  |
| 2018 | XXIII | Barranquilla               | 1er lugar       |  |
| 2023 | XXIV  | San Salvador               | 1er lugar       |  |